# بنی اسد
بنی اسد گروهی از قبایل عرب، از فرزندان اسد بن خزیمه بن مدرکه هستند. گفته شده این قبیله پیکر کشته‌شدگان واقعه عاشورا در سال ۶۱ ه. ق را دفن کرده‌اند. برخی از همسران محمد نیز از همین قبیله بوده‌اند.
این قبیله در سال ۱۹ هجری از بلاد حجاز به عراق رفته، در کوفه و غاضریه از نواحی کربلا سکونت کردند. هنگام بنای کوفه، این قبیله محله خاصی را در جنوب مسجد کوفه به خویش اختصاص دادند. در سال ۳۶ هجری در جنگ جمل، با علی بیعت کردند و در کنار وی جنگیدند. در واقعه عاشورا در سال ۶۱ به سه دسته تقسیم شدند: موافق با حسین بن علی، مخالف و بی‌طرف.
حبیب بن مظاهر، انس بن حرث، مسلم بن عوسجه، قیس بن مسهر، موقع بن ثمامه و عمرو بن خالد صیداوی از سران موافق بودند و حرملة بن کاهل اسدی، قاتل طفل شیرخوار، از سران مخالف بود.
گروهی از دسته سوم (بی‌طرف‌ها) پس از کشته شدن حسین، زنانشان بر میدان جنگ گذر کرده و اجساد را دیدند و تحت تأثیر قرار گرفتند و به سرزمین خود رفته، مردان را جهت دفن اجساد، خبر کردند. ابتدا زنان بیل و کلنگ به دست گرفته به طرف کربلا روان شدند. پس ازمدتی وجدان مردان بنی اسد بیدار گشت و به خود آمدند و به دنبال زنان راه افتاده به دفن اجساد کشته‌شدگان پرداختند. شیعیان معتقدند در این هنگام علی بن حسین به صورت ناشناس در جمع آنان حاضر و یکی یکی بدن‌ها را به بنی اسد معرفی کرده و آن‌ها بدن‌ها را دفن می‌کردند. پس از دفن آن‌ها وی خود را به آنان معرفی کرده‌است. این اقدام سبب شهرت این قبیله شد و از آن پس شیعیان به نظر احترام و محبت به قبیله بنی اسد می‌نگریستند.
این قبیله بعد ها به ایران سفر کرده و با قبیله بنی فرحان (که در جنوب خوزستان بودند) عهد برادری میبندند و در آنجا مستقر میشوند.
ولی فرزندان حبیب ابن مظاهر به خراسان رفتند و در آنجا ساکن شدند. و اکنون آن هارا به نام بنی اسدی ها می شناسند.